# Relevo da Austrália

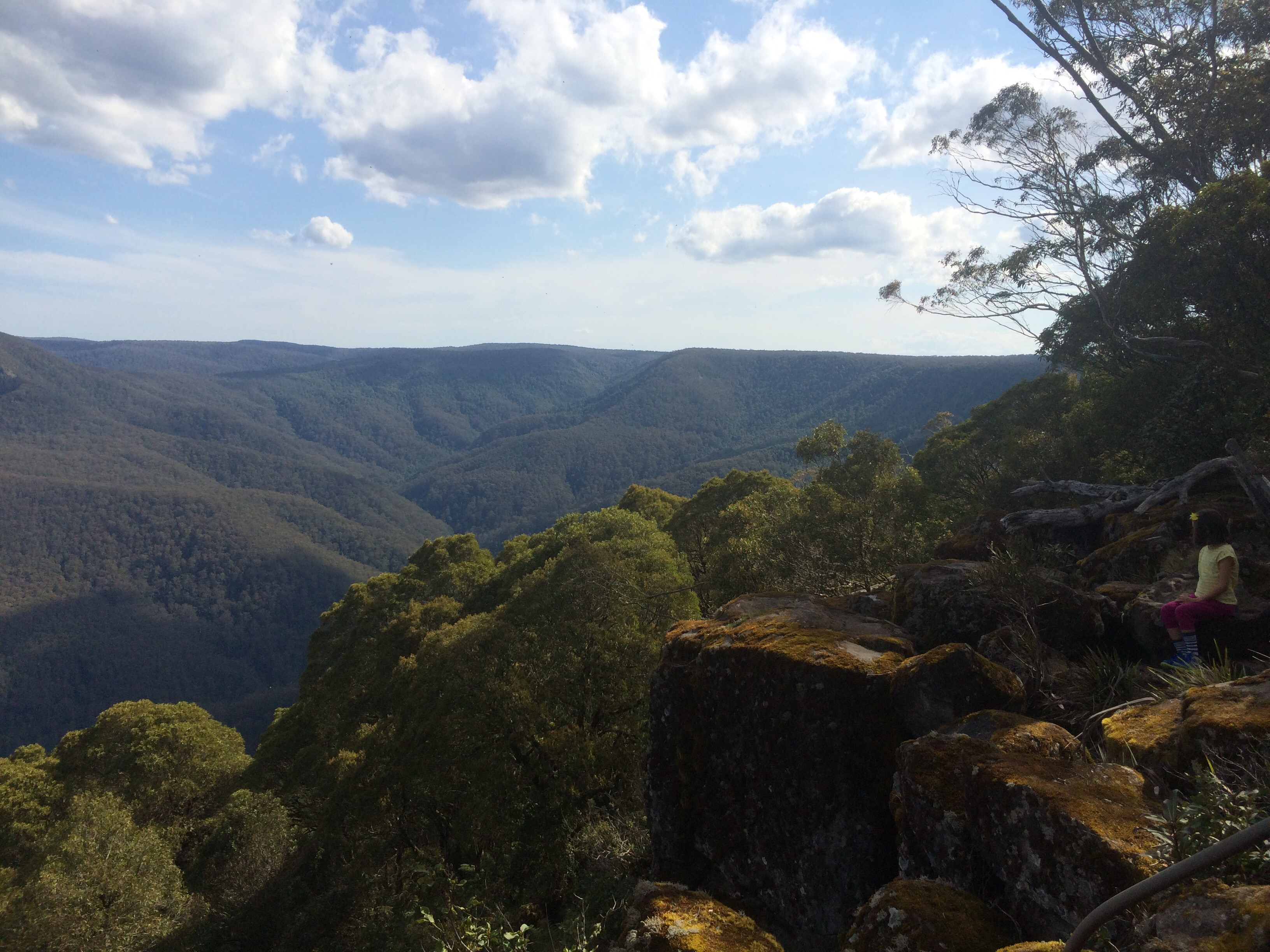
Barrington Tops - Australia

O Relevo da Austrália é notório por sua diversidade geográfica, com uma ampla variedade de paisagens, desde as praias de areia branca até as montanhas cobertas de neve. O relevo da Austrália é fortemente influenciado por sua posição geográfica, sua idade e sua história geológica.

## Montanhas
A Austrália possui várias cadeias montanhosas, incluindo a Cordilheira Great Dividing, que atravessa o leste do país. A Cordilheira Great Dividing é composta de montanhas de rocha sólida, com altitudes que variam de 1.000 a 2.000 metros. Algumas das montanhas mais conhecidas incluem o Monte Kosciuszko, o Monte Buffalo e o Monte Hotham.

## Platôs
A Austrália também possui vários platôs, incluindo o Planalto Central. O Planalto Central é uma região plana e elevada que cobre cerca de um terço do país. É caracterizado por sua paisagem árida, com desertos de areia e vales profundos cortados por alguns rios.

## Desertos
A Austrália é famosa por seus desertos, incluindo o Deserto de Simpson, o Deserto do Nullarbor e o Deserto de Tanami. Estes desertos são caracterizados por sua falta de água e clima quente, com temperaturas que podem atingir até 50 graus Celsius.

## Zona Costeira
A Austrália possui uma costa longa e diversificada, com praias de areia branca, rochas costeiras e recifes de coral. A costa leste é caracterizada por suas praias de areia branca, enquanto a costa oeste é mais rochosa e selvagem.